# Kostel Nanebevzetí Panny Marie (Kytín)
Kostel Nanebevzetí Panny Marie stojí na návsi obce Kytín vedle rybníka. Původně gotický kostel byl později zbarokizován. Kostel a malý hřbitov, kde se již asi 150 let nepohřbívá, obklopuje ohradní zeď a celý areál je chráněn jako kulturní památka České republiky. Studánka za kostelem, jejíž voda je považována za léčivou na oční choroby, je uctívaná přes 500 let.

## Historie
Kostel stál již počátkem 14. století, v roce 1352 zde byla zřízena fara. Po roce 1674 prošla gotická stavba barokní úpravou, při další úpravě v roce 1866 došlo k jeho rozšíření o průčelní věž. Proslul jako poutní místo, k němuž ještě v 19. století chodila procesí, jednak kvůli zázračné studánce, jednak kvůli mariánskému obrazu, který je nyní umístěn v kapli na Malé Svaté Hoře. Studánka byla v roce 2011 u příležitosti výročí 690 let obce renovována a slavnostně požehnána. V průběhu 20. století byl kostel několikrát opravován, v roce 1993 byl vykraden.
Kostel spadá jako filiální pod římskokatolickou farnost Mníšek pod Brdy.

## Architektura a interiér
Do kostela se vchází průčelní věží. Obdélníková loď i trojboký presbytář mají ploché stropy, obdélníková sakristie má valené klenby. Hlavní oltář i oba vedlejší oltáře jsou barokní. Na hlavním oltáři je obraz Panny Marie s Ježíškem, na bočních oltářích jsou vyobrazeni sv. Jan Nepomucký a sv. Vojtěch – vesměs jde o díla Karla Javůrka z poslední třetiny 19. století. Dřevěnou kruchtu podepírají dva sloupy. V kostele jsou vzácné původní rokokové varhany z počátku 19. století od mistra Gartnera z Tachova. Ze dvou zvonů, které měl kostel původně, byl jeden zrekvírován za 1. světové války a znovu pořízen v roce 1992 při posledních větších opravách, kdy byly opraveny i varhany.

## Pověst o studánce
Ke studánce a založení Kytína se vztahuje pověst. Paní Korutanská z nedaleké tvrze, která měla slepého synka, vystavěla nad pramenem mníšeckého potoka kapli Panny Marie. Když se její syn v kapli pomodlil a umyl se vodou z pramene, zázračně prozřel. První, co uviděl, prý bylo „kytí“ – a tak paní Korutanská založila vesnici Kytín.